# Mathias Perktold
Mathias Perktold (* 17. April 1987) ist ein österreichischer Fußballspieler.

## Sportliche Laufbahn
Perktold begann seine Karriere in der Jugend des SV Kirchbichl in Tirol, dem er mit Unterbrechungen bis 2007 treu blieb. Die Unterbrechungen waren von 2001 bis 2002 FC Tirol Innsbruck und 2004 bis 2005 der SV Thiersee. 2007 kam er in die erste Mannschaft des Regionalliga West-Vereins FC Kufstein. Sein Debüt in der dritthöchsten österreichischen Spielklasse gab Perktold am 31. März 2007 gegen die Austria Lustenau Amateure, wo ein 2:0-Auswärtssieg gelang. In der darauffolgenden Saison wurde er Stammspieler bei den Kufsteinern und konnte in 27 Partien drei Tore erzielen. Vor der Saison 2008/09 wechselte der rechte Mittelfeldspieler ligaintern zum SC Schwaz, wo er ebenfalls Stammspieler war. Danach spielte Perktold zwei Saisonen beim WSG Wattens, wo der Bundesligaklub FC Wacker Innsbruck auf ihn aufmerksam wurde.
Anfangs wurde er bei den Amateuren Wackers eingesetzt, ehe er am 31. März 2012 sein Debüt in der höchsten österreichischen Spielklasse gab. Perktold wurde im Heimspiel gegen den späteren Absteiger Kapfenberger SV in der 87. Minute für Christopher Wernitznig eingewechselt. Das Spiel wurde 2:0 gewonnen. Er kam in jener Saison auf einen weiteren Einsatz. Im Sommer 2012 wechselte der Mittelfeldspieler in die zweithöchste österreichische Spielklasse zum First Vienna FC. Im Jänner 2013 wechselte er zurück zu seinem Jugendverein SV Kirchbichl in die vierthöchste Spielklasse. Nach einem halbjährigen Intermezzo beim Gebietsligisten SV Thiersee wechselte er im Sommer 2015 zum SC Kundl.

## Privates
Perktold wird von seinem Vater betreut, der die UEFA-A-Lizenz besitzt und aktuell den SV Thiersee betreut. Er ist ledig und hat keine Kinder.